# ドラゴンボート

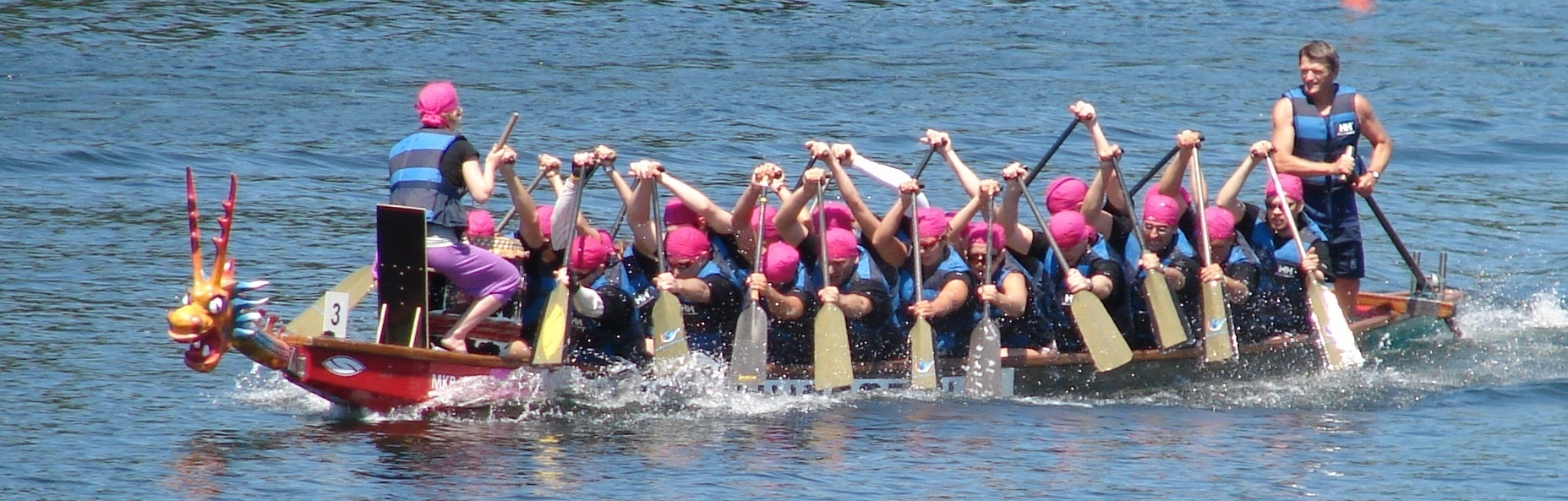
ドラゴンボート（ハンガリー、ブダペスト）

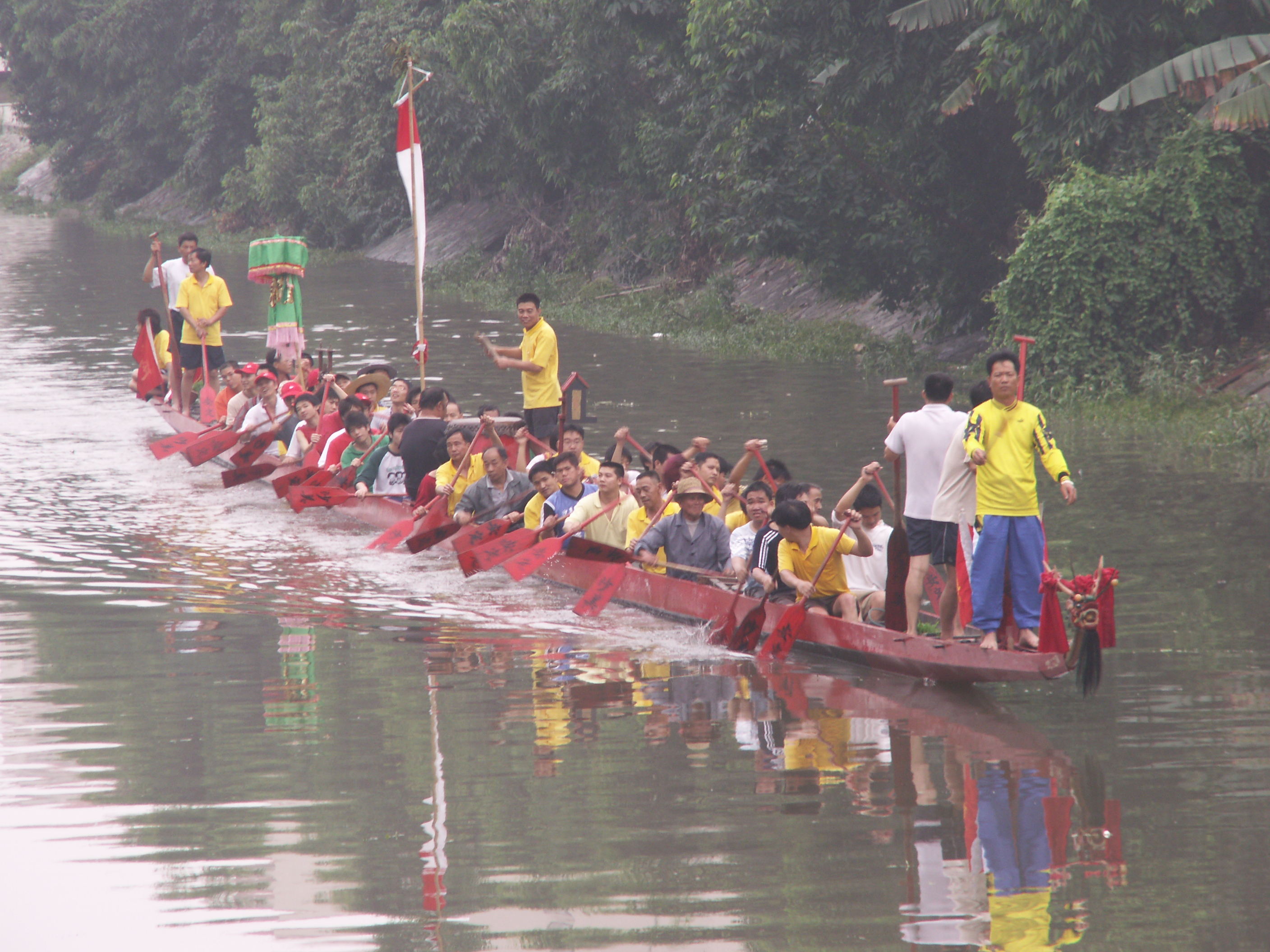
ドラゴンボート（広東省）

ドラゴンボート（英語：dragon boat, 中国語：龍舟, 簡体字:  龙舟）は、中国に由来する幅が狭くて非常に長い船（ボート）。龍舟（りゅうしゅう、竜舟）あるいは龍船（りゅうせん、竜船）とも言う。龍舟競漕などの祭りやスポーツに使われるもの。たいてい龍の頭と尾で装飾され、大きな太鼓が載せられる。

## 伝承
ドラゴンボートには、中国の戦国時代の詩人・政治家である屈原にまつわる伝承がある。中国や日本では、愛国心を持つ詩人・屈原が汨羅江に入水自殺した旧暦5月5日の端午節（龍船節ともいう）に、漁民が屈原を助けようとドラゴンボートを使ったという伝承にちなみ、伝統的な競漕行事（龍舟競漕）が行われている。また、近代的なスポーツとしても体系化されている。

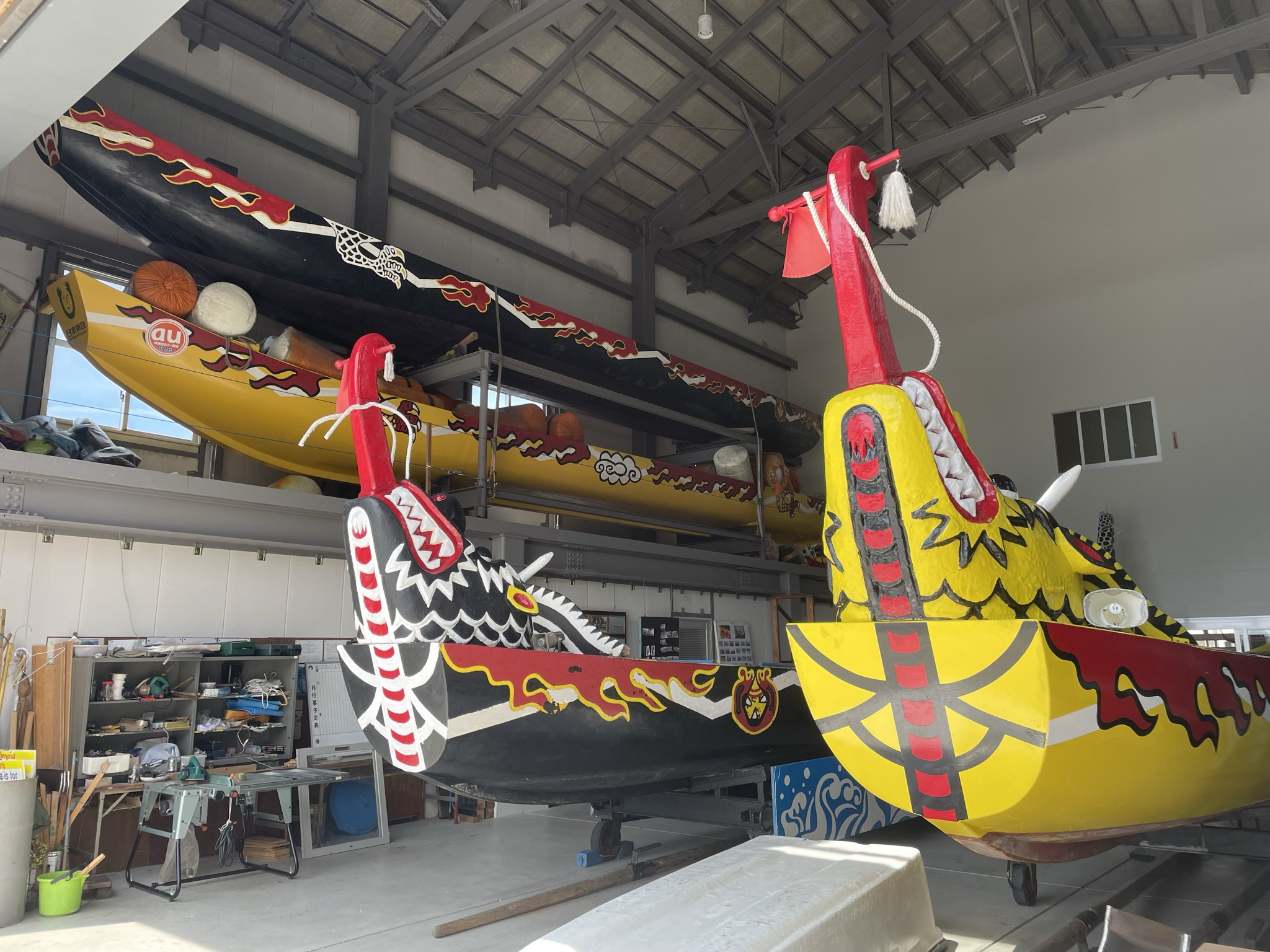
ハーリーブニ。那覇ハーリー会館にて。

日本の長崎などではペーロン（白竜）と呼ばれている。また、沖縄では「爬竜船」に由来するハーリーブニ（那覇方言）、ハーレー（糸満方言）と呼ばれている。

## 乗員

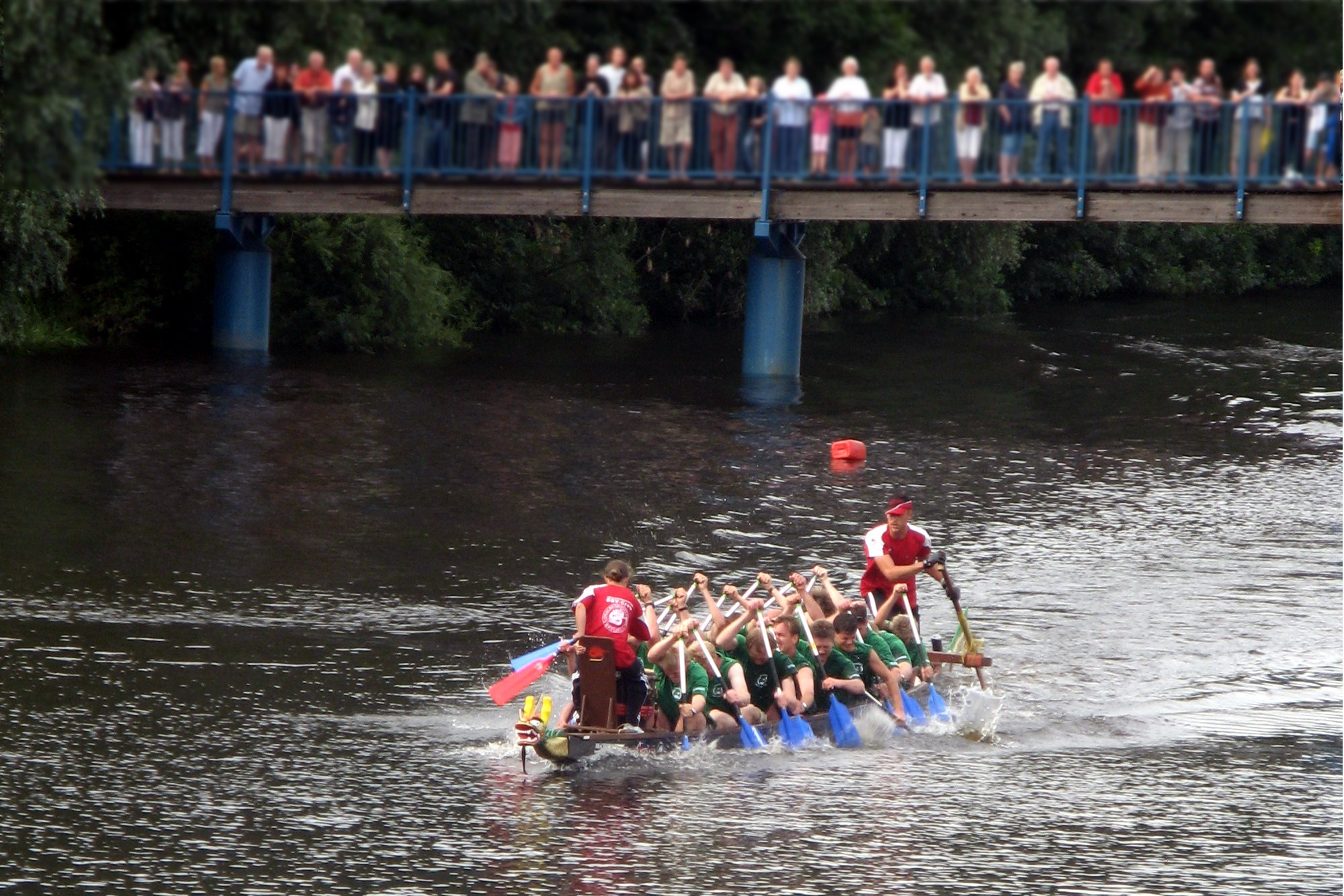
ドイツ・シュレースヴィヒ＝ホルシュタイン州フリードリヒシュタットでのドラゴンボート

現代の標準的なドラゴンボートの乗員は22名前後で、漕手20名が対になって船首に向かって座り、太鼓手1名が舳先で後ろ向き、舵取り1名が船尾に立つ。漕手が18名の場合も多い。実際にはドラゴンボートは長さや乗員はさまざまあり、漕手10名〜50名の場合もある。
太鼓手
太鼓手はドラゴンボートの心臓の響きの担当と考えられ、レース中乗員の漕ぐタイミングや早さをコントロールする。ジェスチャーや声でコマンドを発する場合もある。漕手のペース維持のためかけ声でハッパをかけたりする。競漕の場合太鼓手は必須だが、練習の際は舵取りが代理をする場合もある。
漕手
漕手は前向きに座り、特有の櫂（パドル）を使用する。漕手のリーダーは「ペーサー（pacer）」と呼ばれ、チームのペースを管理する。漕手が全員タイミングを合わせることが重要で、それぞれの漕手は斜め前の漕手に合わせることでタイミングを保つ。最前列の漕手は二人で合わせる。これにより漕ぐペースにバランスが生まれ、エネルギーが船を前進させることに集中する。船の方向は舵取りに任せ、漕手は前進に集中する。
舵取り
舵取りは舵手とも呼ばれ、船尾でドラゴンボートの針路をコントロールする。レース中、太鼓手と合わせ、コマンドを発したりする。舵棒の動きと船の針路は逆であり、舵棒を右に引くと船は左を向き、左に押すと船は右に向く。舵取りは常に艇のリーダーであり、レース中も太鼓手よりも権限があり、安全に関しても責任がある。

## 近代スポーツとしてのドラゴンボート
国際レベルでの近代スポーツとしてのドラゴンボートは、国際ドラゴンボート連盟（IDBF）で運営される。国際ドラゴンボート連盟はGAISFに加盟しており、ドラゴンボートは、連盟組織で主催される競技スポーツと、伝統的な祭りとして世界中でさまざまなルールやスタイルで行われている祭典行事の2種類と規定している。
- 競技は通常、200mまたは250m、500m、1000m、2000mの距離で公式ルールに基づき行われる。
- 祭典行事はおおよそ、数百メートルで行われ、国際イベントの場合は500mが標準となっている。

中国・湖北省宜昌近辺で100kmに亘って揚子江で行われる「三峡ダムラリー」や、50kmのオーストラリアのオード川マラソンなどの耐久レースも行われている。

ドラゴンボートの発祥である中国では、ドラゴンボートとカヌーは明確に別個のスポーツとして位置づけられ、アジアオリンピック評議会（OCA）、中国オリンピック委員会でもそう認められている。アジアドラゴンボート連盟（ADBF）は東アジア競技大会 、東南アジア競技大会に既に含まれ、2008年から開催されているアジアビーチゲームズ、2010年のアジア競技大会でも実施された。